# Kyphocarpa resedoides
Kyphocarpa resedoides är en amarantväxtart som beskrevs av Lopr. Kyphocarpa resedoides ingår i släktet Kyphocarpa och familjen amarantväxter. Inga underarter finns listade i Catalogue of Life.